# Heinrich Mosler (Maler)
Heinrich Otto Mosler (* 1836 in Düsseldorf; † 27. November 1892 ebenda) war ein deutscher Historien- und Porträtmaler der Düsseldorfer Schule, Kunstschriftsteller und Lehrer an der Kunstakademie Leipzig.

## Leben
Mosler war Sohn des Malers und Kunsthistorikers Karl Josef Ignatz Mosler und jüngerer Bruder des Malers Dominik Mosler. Er wuchs in Düsseldorf auf und besuchte nach dem Gymnasium in den Jahren 1850 bis 1857 die Kunstakademie Düsseldorf. Außer seinem Vater, der Kunstgeschichte lehrte, waren dort Karl Ferdinand Sohn, Josef Wintergerst, Rudolf Wiegmann, Karl und Andreas Müller, Heinrich Mücke und Wilhelm von Schadow seine Lehrer. Bis 1880 wohnte er in Düsseldorf, zuletzt mit Wohnung am Schwanenmarkt 12 und Atelier in der Inselstraße 12. 1881 wurde er als Nachfolger von Georg Schildknecht Lehrer der Mittelklasse im Antikensaal der Kunstakademie Leipzig. Das Lehramt legte er jedoch bald nieder und kehrte nach Düsseldorf zurück. In seinen letzten Lebensjahren malte er vorwiegend Porträts.

## Schrift
- Kritische Kunststudien. Adolph Russell’s Verlag, Münster 1875 (Digitalisat: Inhaltsverzeichnis).